# Volání přírody
Volání přírody (v anglickém originále The Call of the Simpsons) je 7. díl 1. řady (celkem 7.) amerického animovaného seriálu Simpsonovi. Scénář napsal John Swartzwelder a díl režíroval Wes Archer. V USA měl premiéru dne 18. února 1990 na stanici Fox Broadcasting Company a v Česku byl poprvé vysílán 5. března 1993 na stanici ČT1.

## Děj
Homer žárlí na nový obytný vůz Neda Flanderse a navštíví prodejnu s karavany, aby si jej také koupil. Nárok má pouze na menší, zchátralé obytné auto. Homer se vydá s rodinou na výlet a jezdí po odlehlých zapadlých silnicích. Poté, co eignoruje Margin návrh, aby se vrátili na hlavní silnici, se Simpsonovi ocitnou nad propastí. Utečou z karavanu dříve, než se zřítí ze srázu a exploduje, takže zůstanou uvězněni v divočině bez jídla a zásob. 
Poté, co si Homer postaví primitivní přístřešek, odchází s Bartem hledat pomoc, aniž by věděli, že s nimi jde i Maggie. Marge a Líza zůstávají a staví oheň a pevnější přístřešek, přestože o kempování nic nevědí. Maggie, oddělená od Homera a Barta, je adoptována medvědí rodinou. Homer a Bart přijdou o oblečení poté, co spadnou do rozbouřené řeky a zřítí se přes vodopád. Svá obnažená těla schovávají za listí a bláto. Po mrazivé noci se Homer pokusí ukrást med z úlu. Když na něj včely zaútočí, vyhne se jim skokem do bahnité jámy. Poté, co ho fotograf přírody vyfotí pokrytého bahnem, je Homer mylně považován za Yettiho. Brzy je les zaplaven nadšenci do Yettiho poté, co bulvární časopis nabídne odměnu 5000 dolarů za dopadení živého tvora. 
Poté, co Marge a Lízu zachrání strážci parku, řekne Marge médiím, že dotyčná příšera je její manžel, což vede k bulvárním titulkům typu „Vzala jsem si Yettiho“. Promrzlí, hladoví a vyčerpaní Homer a Bart narazí na medvědí jeskyni a vyzvednou Maggie. Homer je zajat a odvezen do laboratoře na testy. Domů se vrací poté, co se vědci shodnou, že je „buď podprůměrný člověk, nebo geniální zvíře“. Při sledování zpravodajství o svém utrpení se Homer obává, že se mu kolegové budou posmívat, dokud ho Marge neutěší tím, že ho nazve „mým geniálním zvířetem“.

## Produkce a kulturní odkazy
Epizodu napsal John Swartzwelder a režíroval ji Wesley Archer. Výkonný producent James L. Brooks navrhl pro tento díl dějový zvrat, který by zahrnoval odnesení Homera do orlího hnízda a jeho výchovu jako orlího mláděte, ale nakonec se rozhodli pro Maggie, kterou vychovávají medvědi. Pasáž s Marge a Lízou u táboráku byla původně delší a obsahovala rozhovor mezi nimi o chlapcích, ale z epizody byla vystřižena. V původním scénáři Homer a Bart ve scéně, kde si zakrývají intimní partie blátem a mechem, nemluvili, ale Sam Simon usoudil, že by bylo lepší do scény přidat dialog.
V epizodě hostoval Albert Brooks jako hlas kovboje Boba. V té době si nebyl jistý, zda chce být ztotožňován s kresleným seriálem, stejně jako mnoho dalších prvních hostujících hvězd Simpsonových, a proto byl v závěrečných titulcích uveden jako A. Brooks. Díl byl satirou na speciály o Yettim, které v době jejího vzniku vysílala stanice Fox. Mnoho prostředků bylo vynaloženo na pozadí, jež se snažilo vypadat realisticky s mnoha pozorovacími detaily, jako jsou stromy, skály, ploty a způsob rozmístění aut. Figurky Burger Kingu byly vyrobeny podle návrhů tábořící rodiny Simpsonových v této epizodě.
Píseň, která hraje v pozadí, když rodina Simpsonových cestuje do lesa, je „Der fröhliche Wanderer“.

## Přijetí
V původním americkém vysílání 18. února 1990 se díl umístil na třetím místě s ratingem 14,6 podle Nielsenu a 22% podílem na sledovanosti. V roce 1990 byl nominován na cenu Emmy v kategorii vynikající mix zvuku pro komediální seriál nebo speciál. Server IGN označil hostování Alberta Brookse v této epizodě spolu s jeho dalšími čtyřmi vystoupeními v Simpsonových za nejlepší hostování v historii seriálu.
Volání divočiny získalo od kritiků smíšené hodnocení. Warren Martyn a Adrian Wood, autoři knihy I Can't Believe It's a Bigger and Better Updated Unofficial Simpsons Guide, epizodu kritizovali i chválili a uvedli: „Tento díl je o něco méně než součet jejích částí. Počátek je mnohem lepší než hlavní příběh o kempování, ačkoli je tu pěkné sbližování Marge a Lízy a kdo by odolal Maggie a medvědům?“. David B. Grelck v DVD recenzi 1. řady ohodnotil epizodu známkou 1,5 z 5 a dodal: „Surrealismus Homera jako Yettiho je velkým přešlapem. Tento typ gagu by dnes vypadal úplně jinak, pokud by se vůbec dělal.“.
Jon Bonné z MSNBC označil epizodu za „dokonalý příklad bizarní a plodné rovnováhy první řady mezi ostrým humorem a jemně kreslenými neurózami“ a uvedl, že „právě tato kombinace učinila Groeningovy skeče pro The Tracey Ullman Show tak přesvědčivými a nakonec umožnila Simpsonovým prolomit mantinely síťové televize“. Colin Jacobson z DVD Movie Guide v recenzi uvedl, že ačkoli díl „nenabízí nepřetržité vrcholy nejlepších Simpsonů, je to obecně solidní pořad“, a dodal, že „epizoda používá praštěnější tón, než je pro tuto éru obvyklé, ale funguje to a pořad je trvale zábavný“.